# الکساندرو ماکسیم
الکساندرو ماکسیم (انگلیسی: Alexandru Maxim؛ زادهٔ ۸ ژوئیهٔ ۱۹۹۰) بازیکن فوتبال اهل رومانی است.
از باشگاه‌هایی که در آن بازی کرده‌است می‌توان به باشگاه ورزشی غازی عینتاب اف.کی، باشگاه فوتبال ماینتس ۰۵، باشگاه فوتبال اسپانیول بی، باشگاه فوتبال اشتوتگارت، و باشگاه فوتبال اسپانیول اشاره کرد.
وی همچنین در تیم‌های ملی فوتبال زیر ۲۱ سال رومانی و رومانی بازی کرده‌است.